# Sigma (bogstav)
 For alternative betydninger, se Sigma. (Se også artikler, som begynder med Sigma)
Sigma (Σ σ ς) er det attende bogstav i det græske alfabet, det svarer til vores s. Når sigma er sidste bogstav i et ord bruges ς-formen.
I matematik bruges Σ ofte til at beskrive en sum af matematiske led. Inden for statistik bruges lille-sigma σ almindeligvis til at angive en (en-dimensionel) varians (σ²) eller standardafvigelse (σ), mens store-sigma Σ angiver en flerdimensional variance (kovarians).

## Computer
I unicode er Σ U+03A3, σ er U+03C3 og ς er U+03C2.
|   | decimal | hex     | HTML     |
| - | ------- | ------- | -------- |
| σ | &#963;  | &#x3c3; | &sigma;  |
| Σ | &#931;  | &#x3a3; | &Sigma;  |
| ς | &#962;  | &#x3c2; | &sigmaf; |